# シャクティマーン
シャクティマーン（ヒンディー語: शक्तिमान, Shaktimaan）は、インドの架空のスーパーヒーローであり、インド全土に放映ネットワークを持つテレビ局ドゥールダルシャンが制作した子ども向けのテレビドラマシリーズ「シャクティマーン」の登場人物である:4。ヒンディー語によるオリジナル・テレビシリーズ、約550エピソードは、ドゥールダルシャンが1997年9月13日から放送を開始し、2005年3月27日まで、おおむね毎週日曜日正午に放映した。英語、オリヤー語、タミル語による吹き替え版も作られ、テレビ放送された。
主役のシャクティマーンと、その別人格、パンディットを演じるのは俳優のムケシュ・カンナである。シャクティマーンはヨガの深い瞑想と生命に宿る五元素を自在に操ることで超人的な強靭さと怪力を身に着けた人間として描かれる。一方でパンディットは新聞社のカメラマンである:7。シャクティマーンの恋人、ジータ・ヴィシュワスの職業はレポーターで、複数の俳優が演じた。

## あらすじ
テレビシリーズだけで550エピソード超あるが:4、第1エピソードの前半15分で、概ね以下に紹介する設定の描写がある。
人類の誕生以来、人々は平和に暮らしていたが、今から六千年前にカリ・ユガがこの世に現れると、強欲と憎悪が人間たちにもたらされ、ますます悪くなるばかりであった。この状況に終止符を打つため、スリヤンシ教団（"Suryanshis"）という修行僧たちの一派は一人の男を選んだ。彼はどんな困難にもめげず、社会にはびこる悪に打ち勝つため、クンダリニー・ヨガを通して身体の7つのチャクラにエネルギーを充填し、神秘的で超人的な力を得る方法を教えられた。

修行の中で、彼は死の儀式を敢行した。聖なる炎の中に入り、身体をその中に沈めるこの死の儀式を行うことで彼はパワーを自由自在に操れるようになるのだ。生命の五大元素である、火、地、水、風、空が彼の身体を活性化させるとき、彼はスーパーパワーを手に入れ、超人となる。死の儀式の最後に彼は、社会にはびこる汚職と不正を終わらせ、世界に蔓延する悪と戦うことを堅く誓った。—シャクティマーン第1話より
シャクティマーンという名前は、彼が悪との戦いをはじめて間もない頃、その英雄的な活躍を目の当たりにしたレポーター、ジータ・ヴィシュワスにより命名されたものである。ジータは善良な心の持ち主で、コミックリリーフの役割を担う:6-8。シャクティマーンの世を忍ぶ仮の姿は、ファニーなオタクの青年 Pandit Gangadhar Vidyadhar Mayadhar Omkarnath Shastri である。彼はスーパーヒーローであるという素性を隠し、日刊新聞のカメラマンとして働いている。シャクティマーンはきわめて頑強であるが、唯一 Paap Punj という物質が弱点である。この設定は「スーパーマン」におけるクリプトナイトからヒントを得た設定であろう。
シャクティマーンの不倶戴天の敵はタムラージ・キルヴィシュ:7。世界の悪と闇の力が実体を得た人物である:7。シャクティマーンは当初のエピソードではどこにでもいる一人の人間という設定であったが、後には、五千年前のマハーバーラトの戦いの後にスリヤンシ教団（太陽神の子孫）を創始したグル、シュリー・サティヤの生まれ変わりだったことが明らかにされた。彼は、倦むことなくヒンドゥーの哲学及びヒンドゥーの文化的価値体系に沿った行動を実践し、ヨガと瞑想のような修行をたゆむことなく続けることで、自身の中にある精神的な力を発火させることができた。シャクティマーンはまた、真実（サティヤー）、非暴力（アヒンサー）といったモラルや倫理観、『バガヴァッド・ギーター』などに示されている価値観にも従う。

## 人気の高まりと社会的責任

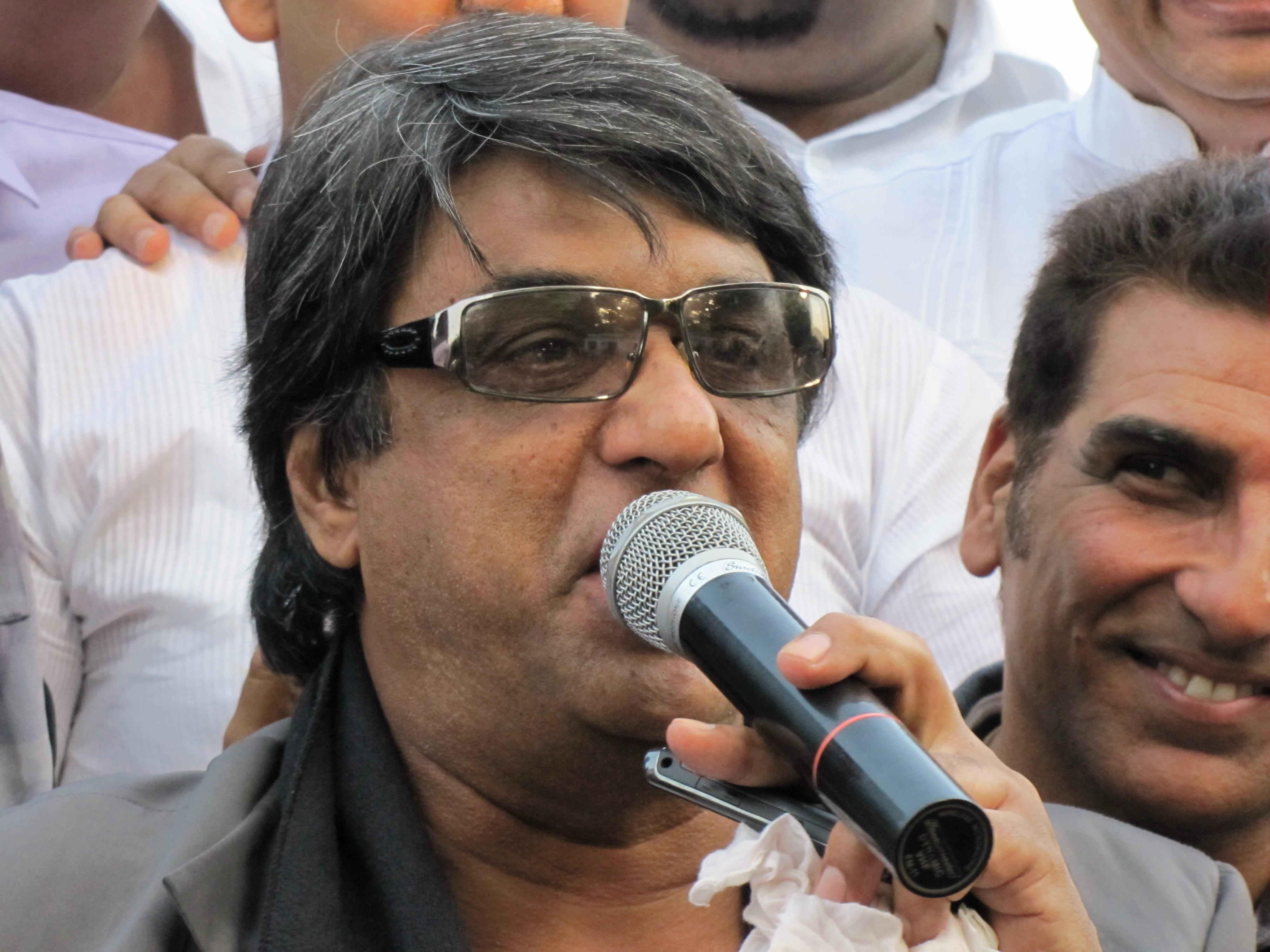
タイトルロールを演じたムケシュ・カンナ

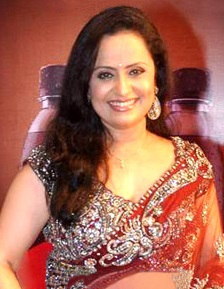
2代目ジータ・ヴィシュワスのヴァイシュナヴィ・マハント

「シャクティマーン」はドゥールダルシャン・チャンネルの子供向けテレビシリーズのなかで最も人気があり、最も長く続いた番組となった:4。「シャクティマーン」がドゥールダルシャンから放映され始めたとき、「シャクティマーン」を見た子どもたちがシャクティマーンに助けてもらいたいがために自分で自分に火をつけたとか、建物から飛び降りたとかいう報道がなされ、「社会問題になった」:10。刺激の強いシーンに対して議論が巻き起こり、ドゥールダルシャンは危険なスタントを行うシーンを減らして放映した。
主演のムケシュ・カンナは子どもたちに責任ある態度を示そうと考え、放映時間の一部を使って、テレビで見せているスタントは本物ではないと解説し、良い子は真似しちゃいけないぞと諭した。もっとも、後年になってカンナ自身が打ち明けたところによると、苦情のほとんどはフェイクで、人気を作り出すためにメディアででっち上げたものだったという。ともあれ、真実と正義の守護者シャクティマーンは、番組の主たる視聴者、子どもたちのロールモデルであろうとした。彼は番組の中で視聴者に向けて、衛生に気を配ること、国を愛すること、教育を受けるべきことなどをレクチャーした:12。番組の人気が絶頂にあった2001年にグジャラート州で大規模な地震が起きた。中央政府のリクエストに応じてカンナは、シャクティマーンに扮して被害エリアを慰問して回った:11。そして、心に傷を負った子どもたちに慰めを与えるとともに、モラルを保つことの重要性を説いた:11。
カンナはたくさんの手紙を子どもたちから受け取り、外務大臣や首相から手紙を受け取ったことすらあったとインタビューの中で回想した。当時の首相アタル・ビハーリー・ヴァージペーイーの手紙には、カンナがシャクティマーンの役を選び、それを続けていることで、カンナは社会に対して非常に良いことをしていると書いてあったという。シャクティマーンが子供たちに良い影響を与えているとして、カンナは『ウォール・ストリート・ジャーナル』の表紙を飾った。
インドにはスーパーマン、バットマン、スパイダーマンなどはすでに紹介されていたが、これら文化の消費はアッパーミドルクラス（上位中流階級）以上に限られていたところ、シャクティマーンの登場によりスーパーヒーローという文化を消費する階層が一気に広がった。